# ویکی‌پد
ویکی‌پَد یک سامانهٔ ویکی‌مانند برای پالم‌اُاِس است. آخرین نسخهٔ آن در ۱ ژوئیه ۲۰۰۴ ساخته‌شد. 